# قصص مذهلة
قصص مذهلة هي مجلة خيال علمي أمريكية تم إطلاقها في أبريل عام 1926 على يد هوغو جيرنسباك كأول مجلة متخصصة في الخيال العلمي فقط.